# Bahusakala olivaceonigra
Bahusakala olivaceonigra är en svampart som först beskrevs av Berk. & Broome, och fick sitt nu gällande namn av Chirayathumadom Venkatachalier Subramanian 1958. Bahusakala olivaceonigra ingår i släktet Bahusakala, klassen Dothideomycetes, divisionen sporsäcksvampar och riket svampar.   Inga underarter finns listade i Catalogue of Life.